# Estampado textil con bloques de madera

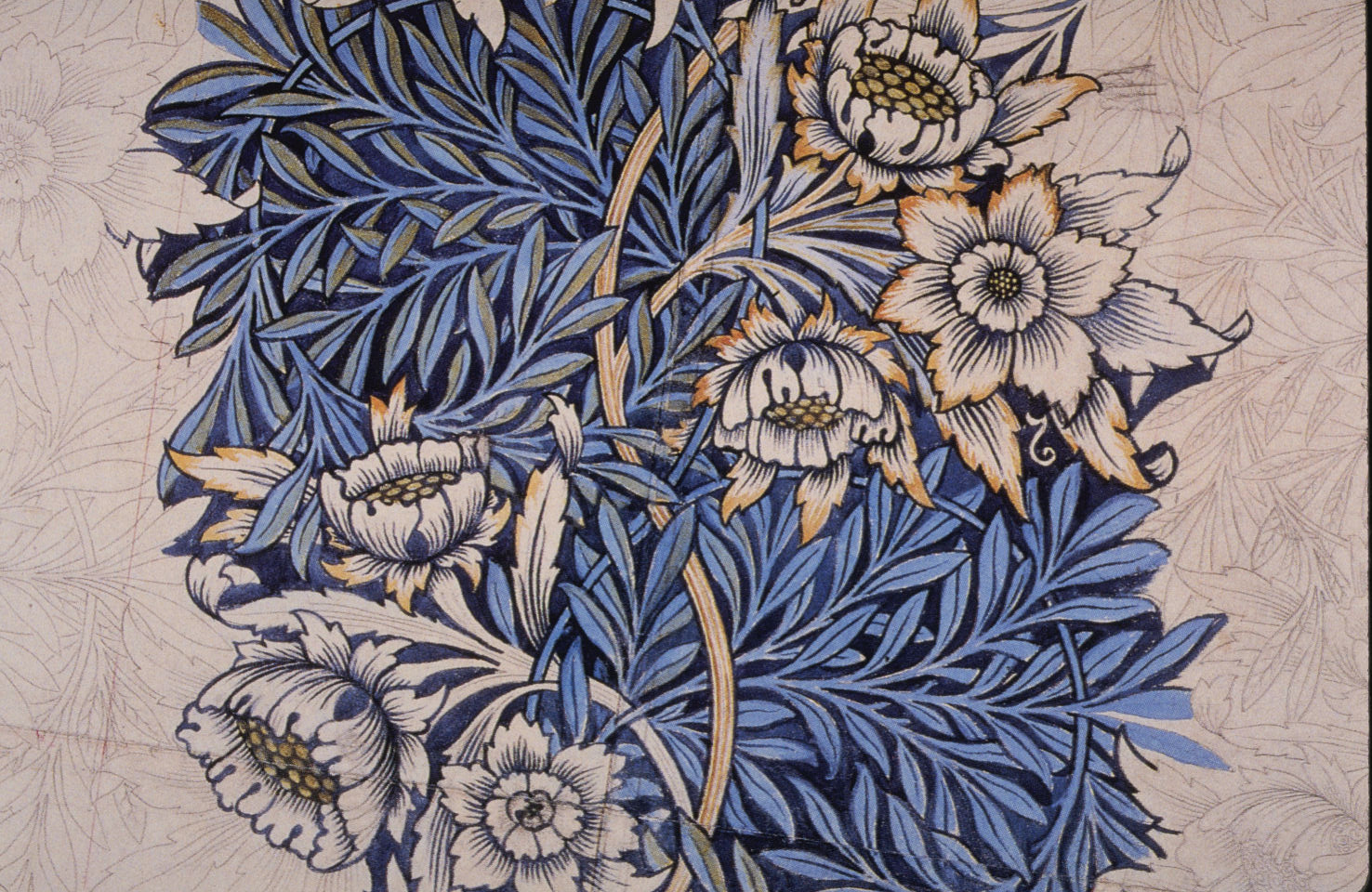
Diseño para un textil impreso a mano en xilografía, que muestra la complejidad de los bloques utilizados para hacer patrones repetitivos a finales del. Tulipán y sauce de William Morris, 1873.

La xilografía textil es el proceso de impresión de motivos sobre tejidos, normalmente lino, algodón o seda, mediante bloques de madera tallados.  
La xilografía se conoce como chhapa en Países del sur de Asia como India, Birmania, Bangladesh, Nepal y Pakistán.

## Técnica

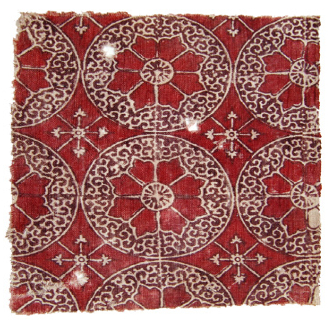
Fragmento de tejido, 24 cm x 21 cm, fabricado hacia 1545 - 1645 d. C.. Producido en la India para la exportación, encontrado en Fustat, Egipto. El dibujo de color marrón está formado por el uso de un mordiente aplicado a la tela de fondo con un solo sello. A continuación se pintaba el tinte rojo. Se aprecia débilmente el contorno del bloque cuadrado, que forma cuatro cuartos de círculo con la forma de estrella en el centro.

### Preparación del bloque
Los bloques de madera para la impresión textil pueden ser de box, tilo, acebo, sicomoro, plátano o peral, siendo estos tres últimos los más utilizados. Su tamaño varía considerablemente, pero siempre deben tener un grosor de entre cinco y diez centímetros, ya que de lo contrario corren el riesgo de alabearse, lo que se evita adicionalmente reforzando la madera elegida con dos o más piezas de madera más barata, como pino o pinotea. Las distintas piezas o bloques se machihembrarán para que encajen entre sí, y luego se encolarán firmemente, bajo presión, formando un bloque sólido con la veta de cada pieza alternada en una dirección diferente.
Una vez cepillado y perfectamente plano, se dibuja o se transfiere el diseño al bloque. Esto último se realiza frotando sobre su superficie plana un trazo en negro de humo y aceite de los contornos de las masas del diseño. Las partes que se van a dejar en relieve se tiñen, entre sus contornos, de carmín amoniacal o magenta, con el fin de distinguirlas de las partes que hay que cortar. Como se necesita un bloque distinto para cada color del diseño, hay que hacer un calco separado de cada uno y transferirlo (o ponerlo, como se dice) a su propio bloque especial.
Una vez calcado el diseño, el bloque se humedece a fondo y se mantiene en este estado cubriéndolo con paños húmedos durante todo el proceso de corte. El cortador de bloques comienza tallando primero la madera alrededor de las masas más pesadas, dejando el trabajo más fino y delicado para el final, para evitar cualquier riesgo de dañarlo durante el corte de las partes más gruesas. Cuando hay grandes masas de color en un dibujo, las partes correspondientes del bloque se suelen cortar en contorno, rellenando el objeto entre los contornos con fieltro, que no sólo absorbe mejor el color, sino que da una impresión mucho más uniforme que la que se puede obtener con una gran superficie de madera. Una vez terminado, el bloque presenta el aspecto de una talla en relieve plano, en la que el diseño destaca como un tipo de imprenta.
Los detalles finos son muy difíciles de cortar en madera y, aunque se corten con éxito, se desgastan muy rápidamente o se rompen en la impresión. Por lo tanto, casi invariablemente se construyen en tiras de latón o cobre, dobladas a la forma y clavadas de canto en la superficie plana del bloque. Este método se conoce como "cobreado", y con él se pueden imprimir muchas formas delicadas, como estrellas, rosetas y manchas finas, que de otro modo serían imposibles de producir a mano o a máquina.
Con frecuencia, también, el proceso de cobreado se utiliza con el fin de hacer un molde, del que se puede hacer un bloque entero y duplicarlo tantas veces como se desee, por fundición. En este caso, las tiras de metal se clavan a una profundidad predeterminada en la cara de una pieza de madera de tilo cortada a lo largo de la veta y, cuando se ha completado todo el diseño de este modo, el bloque se coloca, con la cara metálica hacia abajo, en una bandeja de metal fundido o soldadura, que transmite suficiente calor a las partes insertadas de las tiras de cobre para permitirles carbonizar la madera inmediatamente en contacto con ellas y, al mismo tiempo, se adhiere firmemente a las partes sobresalientes. Cuando está frío, un ligero golpe con un martillo en la parte posterior del bloque de madera caliza desprende fácilmente la torta del metal tipo o aleación y junto con ella, por supuesto, las tiras de cobre a las que está firmemente soldada, dejando una matriz, o molde, en madera del diseño original. El molde se hace en una aleación de bajo punto de fusión, anti, tras enfriarse, se lima o esmerila hasta que todos sus salientes tengan la misma altura y estén perfectamente lisos, tras lo cual se atornilla a un soporte de madera y queda listo para la impresión. También se hacen moldes similares quemando las líneas del patrón con un punzón de acero al rojo vivo, que se puede subir o bajar a voluntad, y bajo el cual se mueve el bloque a mano siguiendo las líneas del patrón.

### Otras herramientas
Además del bloque grabado, se necesitan una mesa de impresión y un tamiz de color. La mesa consiste en un robusto armazón de madera o hierro que sostiene una gruesa losa de piedra de tamaño variable en función de la anchura de la tela que se va a estampar. Sobre el tablero de piedra se estira un grueso trozo de manta de lana para impresoras con el fin de proporcionar la elasticidad necesaria para que el bloque tenga todas las posibilidades de hacer una buena impresión sobre la tela. En un extremo de la mesa hay un par de soportes de hierro para llevar el rollo de tela que se va a imprimir y, en el otro, una serie de rodillos guía, que se extienden hasta el techo, están dispuestos con el fin de suspender y secar los productos recién impresos. El tamiz de color consiste en una cuba (llamada cuba de natación) llena hasta la mitad con pasta de almidón, en cuya superficie flota un marco cubierto en la parte inferior con una pieza bien estirada de mackintosh o percal aceitado. Sobre éste se coloca el tamiz de color propiamente dicho, un bastidor similar al anterior pero recubierto de tela de lana fina, que forma una especie de cubeta de color elástica sobre cuyo fondo se esparce uniformemente el color con un pincel.

### Proceso de impresión

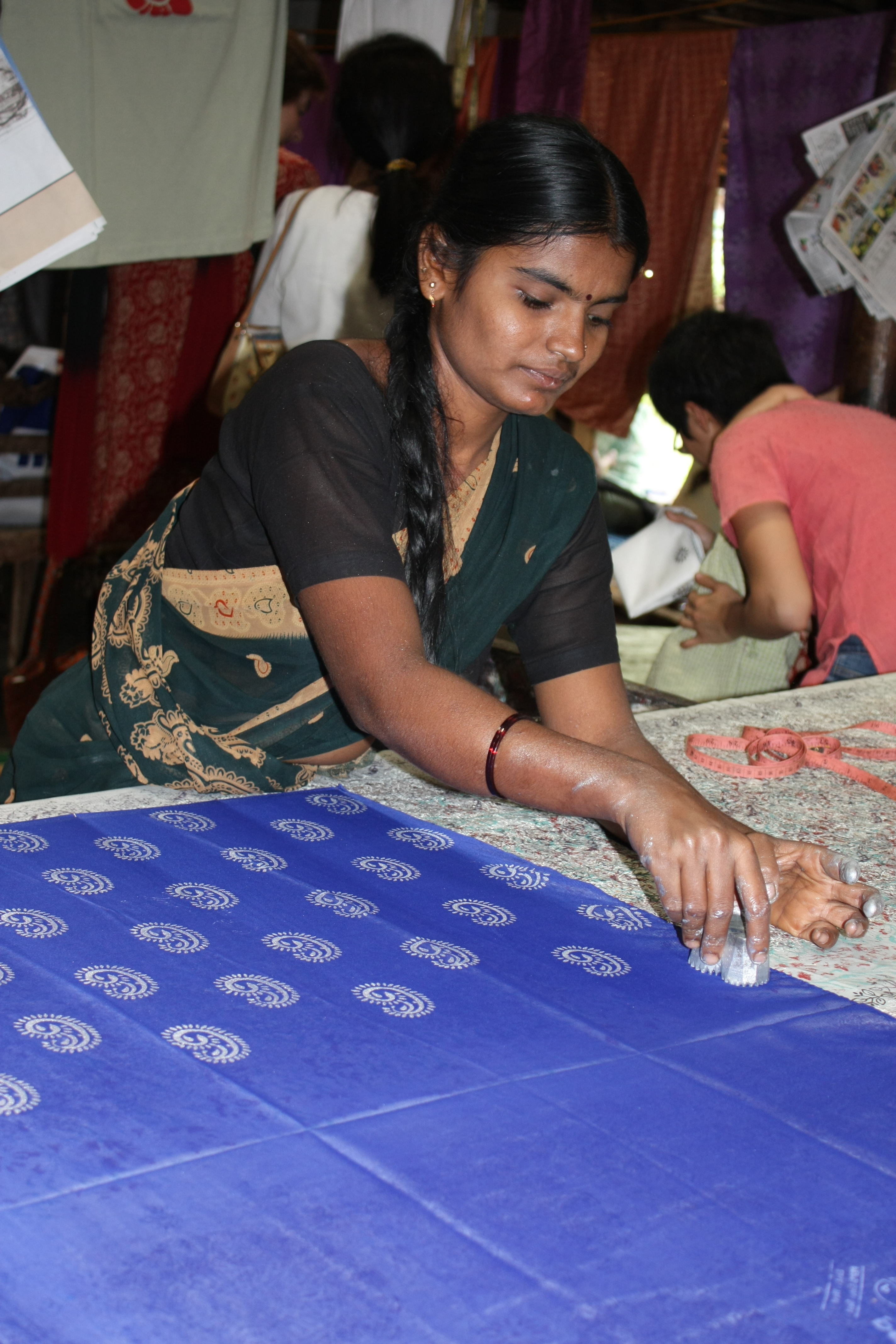
Mujer imprimiendo en bloque en el pueblo de Halasur, Karnataka, India.

El impresor comienza dibujando un trozo de tela, del rollo, sobre la mesa, y lo marca con un trozo de tiza de color y una regla para indicar dónde debe aplicarse la primera impresión del bloque.
A continuación, aplica el taco en dos direcciones diferentes sobre el color del tamiz y, por último, lo presiona con firmeza y constancia sobre la tela, asegurándose de que quede bien impreso golpeándolo con fuerza en el dorso con un mazo de madera. La segunda impresión se hace de la misma manera, cuidando el impresor de que se ajuste exactamente a la primera, lo que puede comprobar por medio de las clavijas con que están provistos los bloques en cada esquina y que están dispuestas de tal manera que cuando las del lado derecho o de la parte superior del bloque caen sobre las del lado izquierdo o de la parte inferior de la impresión anterior, las dos impresiones se unen exactamente y continúan el dibujo sin interrupción. Cada impresión sucesiva se hace exactamente de la misma manera hasta que la longitud de la tela sobre la mesa está completamente impresa. Una vez hecho esto, se enrolla sobre los rodillos de secado, con lo que se obtiene una nueva longitud que se tratará de forma similar.
Si el motivo contiene varios colores, la tela se estampa primero con uno, luego se seca, se vuelve a enrollar y se estampa con el segundo, repitiendo las mismas operaciones hasta que se han estampado todos los colores.
Se han probado muchas modificaciones del estampado en bloque, pero sólo dos de ellas, el tobying y el arco iris, tienen valor práctico. El objetivo del tobying es imprimir los distintos colores de un motivo multicolor en una sola operación y para ello se emplea un bloque con todo el motivo cortado sobre él y un tamiz de color especialmente construido. El tamiz consiste en un grueso bloque de madera, en uno de cuyos lados se han vaciado una serie de compartimentos, que corresponden aproximadamente en forma, tamaño y posición a los diversos objetos cortados en el bloque. La parte superior de las paredes divisorias de estos compartimentos se recubre con brea derretida, y sobre el conjunto se extiende un trozo de tela de lana fina que se presiona bien sobre la brea para que se adhiera firmemente a la parte superior de cada pared; por último, se pega un trozo de cuerda empapada en brea sobre la tela de lana a lo largo de las líneas de las paredes divisorias, y después de perforar un agujero a través del fondo de cada compartimento, el tamiz está listo para su uso.  En funcionamiento, cada compartimento se llena con su color especial a través de un tubo que lo conecta con una caja de color situada a un lado del tamiz y un poco por encima de él, de modo que se ejerza sobre el color la presión justa para forzarlo suavemente a pasar a través del paño de lana, pero no la suficiente para hacer que desborde sus límites propios, formados por las líneas delimitadoras de cuerda empapadas de brea.
A continuación, el bloque se presiona cuidadosamente sobre el tamiz y, a medida que las diferentes partes de su dibujo caen sobre diferentes partes del tamiz, cada una de ellas toma un color determinado que transfiere a la tela de la forma habitual. Con este método de estampación pueden imprimirse de dos a seis colores en una sola operación, pero sólo es aplicable a motivos en los que los diferentes objetos coloreados están colocados a una pequeña distancia, por lo que su aplicación es limitada.

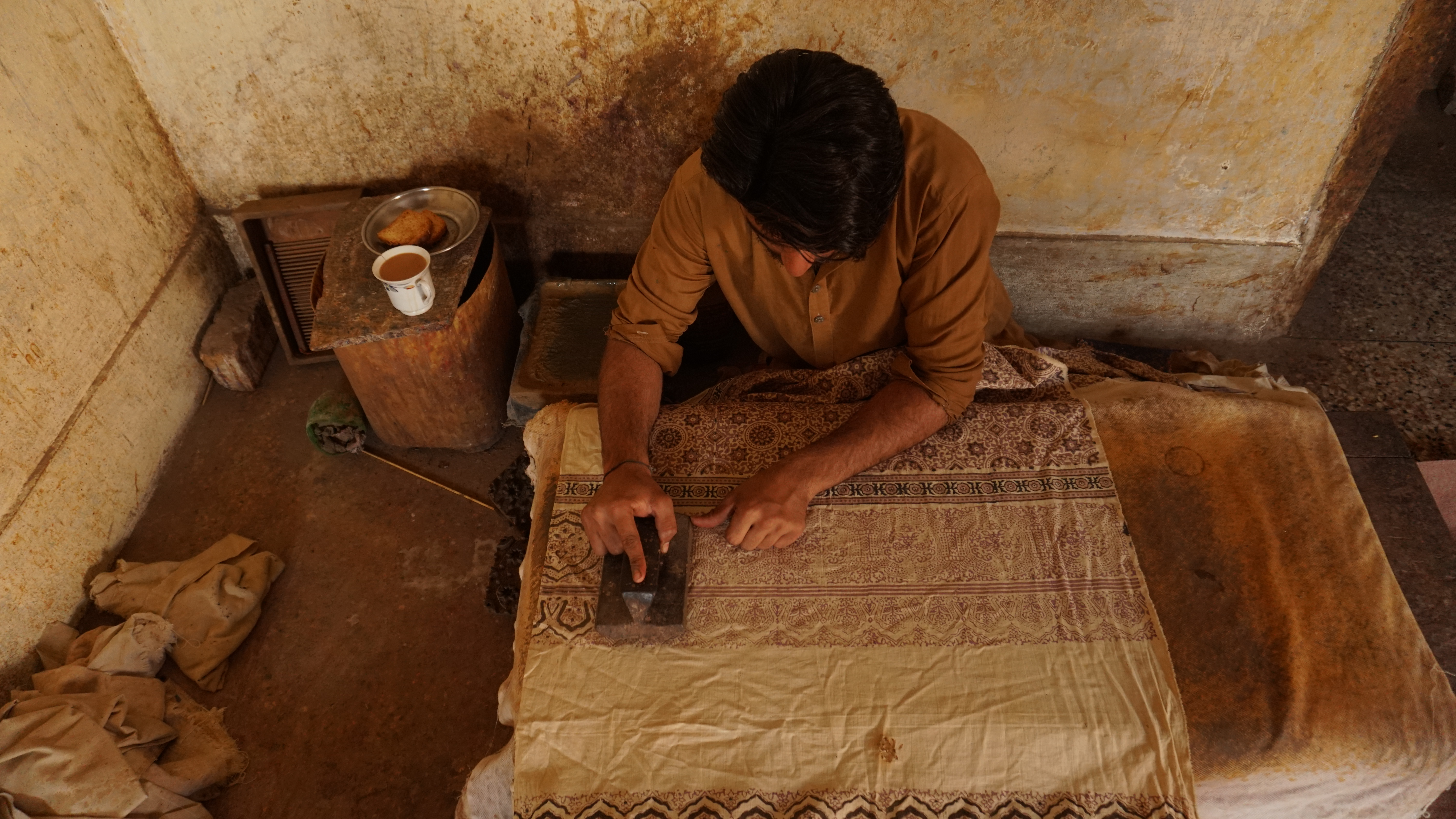
Impresión en bloque.